# 使命山 (南达科他州)
使命山（英語：Mission Hill），是美国南达科他州下属的一座城市。根据2010年美国人口普查，该市有人口178人。论人口在本州排行第188。